# 地蔵寺 (荒川区)
地蔵寺（じぞうじ）は、東京都荒川区にある真言宗霊雲寺派の寺院。

## 歴史
1759年（宝暦9年）に開山された。1751年（宝暦元年）に建てられた地蔵堂が起源となっている。
当寺の本尊は地蔵菩薩像で、聖徳太子の作と伝えられており、「子育地蔵尊」と呼ばれている。また不動明王像は良弁、阿弥陀如来像は源信の作と伝えられている。

## 文化財
- 板碑二基（文明一五年一〇月七日銘他）（荒川区指定文化財 平成2年度指定）[3]
- 一月寺文書（荒川区登録文化財 平成3年度登録）[4]
- 地蔵寺文書（荒川区登録文化財 平成6年度登録）[4]
- 絹本着色虚無僧像（荒川区登録文化財 平成13年度登録）[5]

## 交通アクセス
- 小台停留場より徒歩3分（経路案内）。